# 御園駅 (北海道)

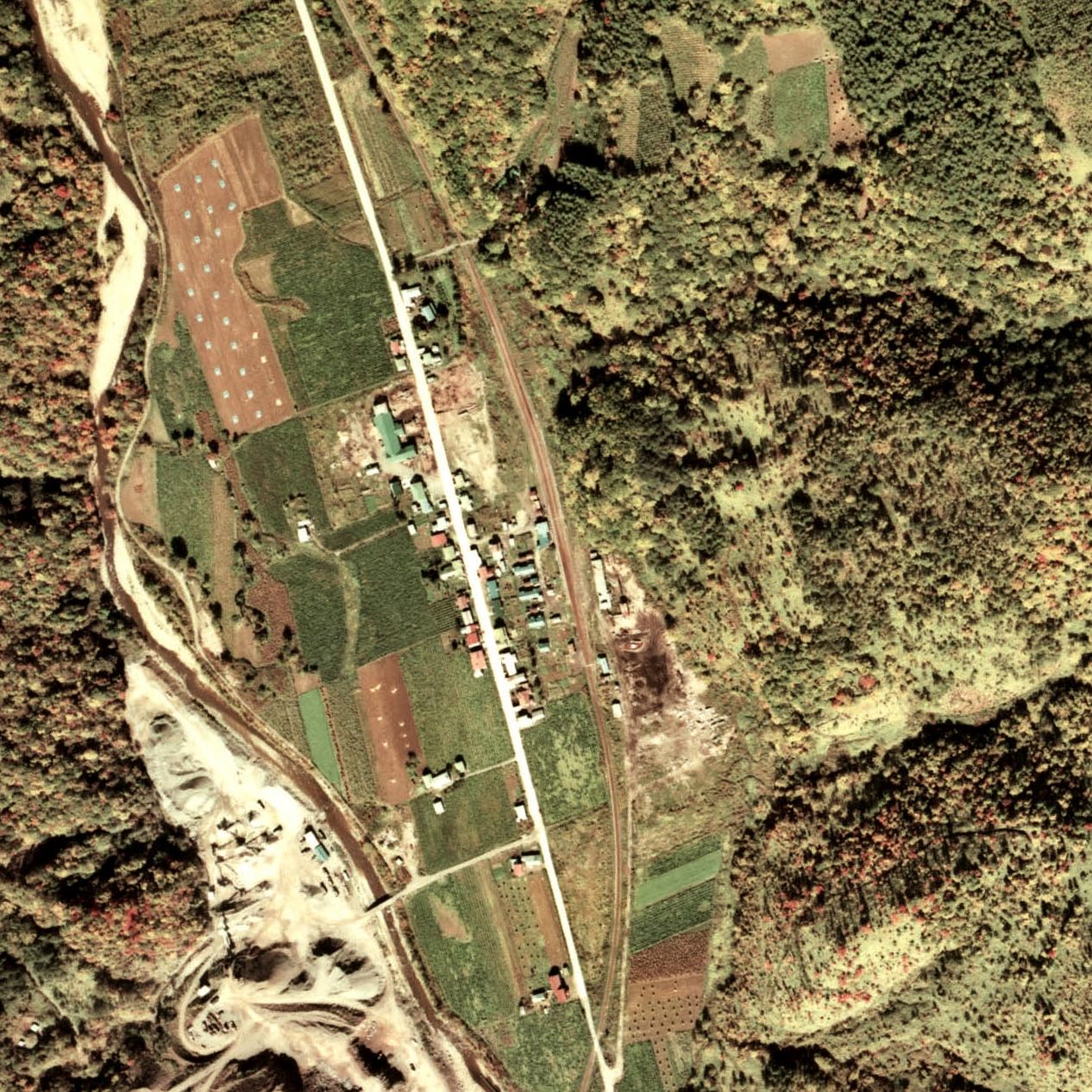
1976年の御園駅と周囲約750m範囲。下が伊達紋別方面。

御園駅（みそのえき）は、かつて北海道（後志支庁）虻田郡喜茂別町字金山（かなやま）に設置されていた、日本国有鉄道（国鉄）胆振線の駅（廃駅）である。電報略号はミソ。事務管理コードは▲131908。
1980年（昭和55年）9月まで運行されていた、急行「いぶり」の停車駅であった。

## 歴史
- 1941年（昭和16年）10月12日 - 胆振縦貫鉄道徳舜瞥駅（後の新大滝駅） - 西喜茂別駅（後の喜茂別駅）間の延伸開通に伴い、開業[4]。一般駅[1]。
- 1944年（昭和19年）7月1日 - 胆振縦貫鉄道が戦時買収により国有化され、路線名を胆振線に改称、それに伴い同線の駅となる[1]。
- 1974年（昭和49年）8月1日 - 貨物の取り扱いを廃止[1]。
- 1980年（昭和55年）5月15日 - 荷物の取り扱いを廃止[1]。同時に出札・改札業務を停止し旅客業務については無人[5]（簡易委託）化。列車交換設備を有し、運転要員は営業最終日まで継続配置。
- 1986年（昭和61年）11月1日 - 胆振線の全線廃止に伴い、廃駅となる[2]。

### 駅名の由来
当初は地名から「金山」とする予定であったが根室本線に同名駅が存在することから隣接集落の名称を採用した。
「御園」の地名は、現在のオロウェン尻別川を指すアイヌ語の「オロウェンヌプキペッ（oro-wen-nupki-pet）」（底の様子が悪い濁った川）、あるいは「オロウェンシリペッ（oro-wen-sirpet）」〔その中が・悪い・尻別川（の支流）〕、のいずれかに由来するとされる。
当初、これに「御路園」あるいは「御老園」の漢字を当てたが、後年略され「御園」に変わったという。

## 駅構造
廃止時点で、単式ホーム2面2線を有する地上駅であった。ホームが千鳥式に配置された列車交換可能な交換駅であった。互いのホームは、駅舎側ホーム北側と対向ホーム南側を結んだ構内踏切で連絡した。駅舎側ホーム（西側）が下りの1番線、入口部分に短い上屋とベンチが設置された対向ホーム（東側）が上りの2番線となっていた。その他、1番線と2番線の間に伊達紋別方、倶知安方両方の転轍機が撤去された中線を1線有した。
最終営業日まで、無人駅扱いの運転取り扱い要員のみが配置されていた駅であった。駅舎は構内の西側に位置し、ホームとは通路及び構内踏切で連絡した。乗車券類は簡易委託化されていた。

## 利用状況
- 1981年度（昭和56年度）の1日当たりの乗降客数は23人[8]。

## 駅周辺
- 北海道道695号清原喜茂別線[10]
- オロウェン尻別川[10]

## 駅跡

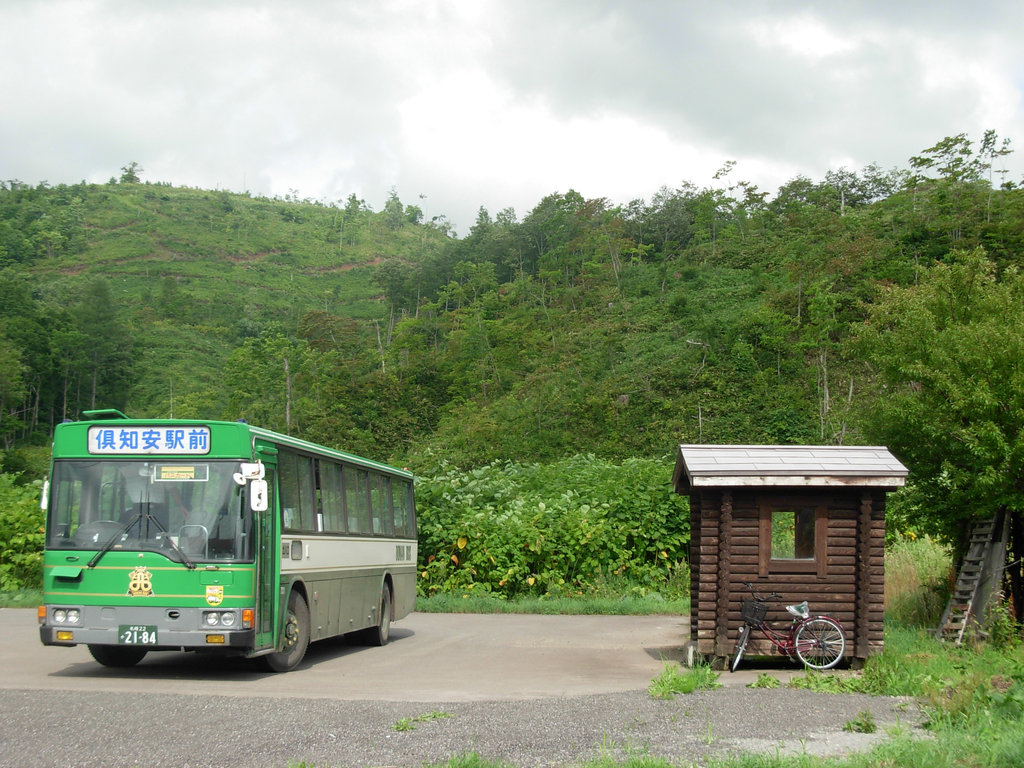
道南バス「御園」バス停（2007年8月）

駅跡地は道南バス「御園」停留所の転回場になっていた（2001年(平成13年)時点、2010年(平成22年)時点）ものの、2014年（平成26年）10月1日のダイヤ改正をもって、当停留所に乗り入れる道南バスは全廃された。
2015年（平成27年）6月1日からは、喜茂別町営バス「ウサパラ号」御園・金山線（後に路線は変更され、2024年度時点では「双葉・金山ルート」としている）が発着している。
また、2011年（平成23年）時点では当駅跡の伊達紋別方に「第一尾路園川橋梁」の鉄骨ガーダー橋も残存していた。

## 隣の駅
日本国有鉄道
胆振線
新大滝駅 - 御園駅 - 北鈴川駅
かつて新大滝駅と当駅との間に尾路遠仮乗降場（おろえんかりじょうこうじょう）が存在した（1941年（昭和16年）10月12日開業、廃止年月日不詳（1985年（昭和60年）末頃））。